# 貪食盔脂鯉
貪食盔脂鯉，為輻鰭魚綱脂鯉目脂鯉亞目脂鯉科的其中一個種。分布於南美洲聖弗朗西斯科河及亞馬遜河流域，體長可達22公分，棲息在底中層水域，生活習性不明。